# Samy Deluxe
Samy Sorge (nacido el 19 de diciembre de 1977 en Hamburgo), comúnmente conocido como Samy Deluxe, Wickeda MC o Sam Semillia, es un artista alemán de hip hop y productor de Hamburgo. Es uno de los músicos alemanes de rap de mayor éxito, tanto en solitario como con su bandas Dynamite Deluxe (compuesta junto a DJ Dynamite y Tropf) y ASD (con Afrob). Recientemente creó su propio sello discográfico, Deluxe Records.

## Infancia
Samy Deluxe se crio con la familia de su madre, pues su padre, de origen sudanés, abandonó Alemania y se fue a Sudán. Poco después del abandono de su padre, a sus dos años de edad, nació su media hermana. Tras vivir en Barmbek por muchos años, se trasladó a Hamburgo-Eppendorf. Luego de esta mudanza su madre se volvió a casar. Debido a las frecuentes mudanzas, problemas escolares y general desorden familiar, Sorge buscó una forma de liberarse, encontrando en la música un catalizador perfecto.

## Estilo
Samy es conocido por sus habilidades de freestyle; incluso otros músicos lo han considerado como el mejor freestyler de Alemania. Se caracteriza por un estilo audaz y elocuente, con algunos rasgos agresivos; sus canciones recurren frecuentemente a la utilización de metáforas imaginativas, compleja superposición de rimas y su propio flujo melódico, por lo que incluso ha sido calificado como el Jay-Z alemán. Sin embargo, muchos críticos consideran sus temas como limitados y repetitivos, careciendo de imaginación en sus composiciones. 

## Inicios
Antes de trabajar con Dynamite Deluxe fue miembro del grupo alemán de Hip Hop "No Nonsens". Después de esto, alrededor de los años 1996 y 1997, y tras varias actuaciones en toda Alemania, fundó junto a su amigo Jan Phillip Eißfeldt el sello discográfico llamado Eimsbush. Bajo esta empresa, se grabaron un total de 16 mixtapes, muchos de ellos junto a otros músicos de Hamburgo. Los discos de la primera época de la firma son muy escasos debido a su baja tirada, vendiendose en Ebay y similares por alrededor de 500 euros.  
Entre las colaboraciones más destacadas se encuentran las hechas junto a: Freundeskreis, Stieber Twins, Eins Zwo, Ferris MC y Das Bo.  
También a colaborado con otros artistas no relaciones al hip hop como Max Raabe y su Palast Orchester.  

## Discografía
- Samy Deluxe (2001)
- Verdammtnochma! (2004)
- Dis wo ich herkomm (2009)
- SchwarzWeiss (2011)
- Männlich (2014)
- Berühmte letzte Worte (2016)